# Commission des subventions aux universités
La Commission des subventions aux universités (UGC) en Inde est un organisme institué en 1956 par le Gouvernement indien.

## Fonctions
Il est chargé de la coordination, de la fixation et du maintien des normes d'enseignement universitaire.
Il est chargé de l'accréditation des universités en Inde, et il distribue des fonds à ces établissements d'enseignement supérieurs accrédités et aux collèges. 

## Organisation
Le professeur Ved Prakash, est le président en exercice de l'UGC.
L'UGC a son siège à New Delhi, est six centres régionaux à Pune, Bhopal, Kolkata, Hyderabad, Guwahati et Bangalore.